# Dévanos
Dévanos – gmina w Hiszpanii, w prowincji Soria, w Kastylii i León, o powierzchni 16,36 km². W 2011 roku gmina liczyła 96 mieszkańców.